# Alasa
Alasa (gr. Άλασσα) – wieś w Republice Cypryjskiej, w dystrykcie Limassol. W 2011 roku liczyła 282 mieszkańców.